# SSV Esslingen

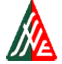
Logo des SSV Esslingen

Der SSV Esslingen, voller Name: Schwimmsportverein Esslingen e. V., ist ein Sportverein in der baden-württembergischen Stadt Esslingen am Neckar.
Der Verein wurde im Jahr 1908 gegründet. 2010 hatte er 2700 Mitglieder und ist damit der größte Verein seiner Stadt. Er führt die Abteilungen Schwimmen und Wasserball sowie Breiten- und Gesundheitssport. Als Sportstätten werden das Inselbad in Untertürkheim, das Merkelsche Hallenbad in Esslingen und im Sommer vor allem das vereinseigene Bad (48° 44′ N, 9° 20′ O) auf der Neckarinsel genutzt.
Die 1. Herren-Mannschaft der Wasserballer gehört mit wenigen Unterbrechungen seit Beginn der Deutschen Wasserball-Liga an. In der Saison 2009/10 belegte sie nach der Hauptrunde Platz fünf. In der Finalrunde gab es, nach verlorenem Halbfinale gegen Rekord-Meister Wasserfreunde Spandau 04, im Entscheidungsspiel des „kleinen Finales“ gegen SV Bayer Uerdingen 08 eine 8:12-Niederlage und damit Platz vier. Im Pokalfinale unterlagen die Esslinger mit 11:16 dem ASC Duisburg, der sich damit den insgesamt dritten deutschen Wasserball-Pokal sicherte.